# Franka Lampe
Franka Lampe (* 16. Januar 1969 in Halle (Saale); † 6. Januar 2016 in Insul / Eifel) war eine deutsche Akkordeonistin, die Klezmer, jiddische Lieder und Balkanmusik spielte.

## Leben
Franka Lampe wuchs in Potsdam auf, wo sie neben ihrer Ausbildung als technische Zeichnerin auch Blockflöte lernte. Seit 1989 lernte sie autodidaktisch Akkordeon, mit besonderem Interesse für Volksmusik aus dem Balkan und für jüdische Musik. Später nahm sie Unterricht bei Alan Bern. Seit Ende der 1980er Jahre lebte sie in Berlin. Vor allem wurde sie als eine deutsche Klezmer-Akkordeonistin bekannt. Sie spielte mit den Gruppen "Folkinger, „Andrea Pancurs Federmentsh“, „Finkelstein Kapelye“, „modern klezmer quartet“, „Schikker wi Lot“, „Sher on a Shier“, „Klezmers Techter“, „nu“, „la'om“, „Ljuti Hora“, „Xell“, „Oloyé“, „Out of Oro“, „Jerewan“, im Duo mit Jalda Rebling und mit anderen. Als Gast trat sie mit „Ot Azoj Klezmerband“, „TangoToy“, „Brave Old World“, „Kasbek Klezmer-Ensemble“, „Di Fidl Kapelye“ und anderen Gruppen auf. Sie war als Bühnenmusikerin und Komponistin am Gorki-Theater, dem Shakespeare Ensemble
und dem Black Swan Theater in Berlin ebenso gefragt wie als Dozentin bei „Musica Viva“, beim „amj“ und beim „yiddish summer weimar“. Sie war auch Mitveranstalterin der Konzertreihe „Klezmerbund im Kaffee Burger“ in Berlin.
Anfang Januar 2016 erlag sie einer Krebserkrankung.

## Diskographie
| Jahr | Gruppe/Künstler                    | Titel                                               |
| ---- | ---------------------------------- | --------------------------------------------------- |
| 2016 | Ljuti Hora                         | Balkanparty                                         |
| 2016 | Schikker wie Lot                   | Ganovim-Lider                                       |
| 2015 | Jalda Rebling & Franka Lampe       | a brivele fun Vilne                                 |
| 2014 | Sher on a Shier                    | ... der nicht endende Tanz                          |
| 2013 | Klezmer Allstars                   | 10. Bamberger Klezmertage: 10 yorn freylekhe Lidele |
| 2011 | Xell and his Schizophonic Orkestar | The Bulgarianmetalblowoutpowercore'N'Speedupmusic   |
| 2011 | Ljuti Hora                         | Badžanak                                            |
| 2010 | Jalda Rebling                      | Schabbat Ha Malka                                   |
| 2009 | Andrea Pancurs Federmentsh         | Federmentsh                                         |
| 2009 | Klezmers Techter                   | Blue Nigun                                          |
| 2008 | nu                                 | nu 3                                                |
| 2007 | Ljuti Hora                         | Balkantanzhaus                                      |
| 2007 | Andreas Albrecht                   | Schönes Ich                                         |
| 2006 | Schikker wie Lot                   | Burves                                              |
| 2004 | Klezmers Techter                   | Rote Hora                                           |
| 2001 | Klezmers Techter                   | Shifra tanzt                                        |
| 2000 | Jerewan                            | Balkanblues und Kaukabilly                          |
| 1998 | la'om                              | Riffkele                                            |
| 1997 | Jerewan                            | Out of Oro                                          |
| 1996 | la'om                              | ...spielt!                                          |